# Кастриотица
Кастриотица (на гръцки: Καστριώτισσα) е планинско село в дем Делфи, североизточна Фокида на Централна Гърция. Намира се на 59 километра от Амфиса и на 69 километра от Ламия между три планини – Ета на север и Вардусия и Гиона на юг. Кастриотица е най-старото селище в региона. Надморската ѝ височина е 1160-1250 м.
Етимологията ѝ произлиза от старогръцкото Кастро (на гръцки: Κάστρο), което ще рече „крепост“. Крепостта е издигната от дорийците около 500 г. пр.н.е. през класическия период. За времето си техниката по която е изградена крепостта е била най-съвършена. Камъните са добре шлифовани и имат вертикални гравюри. Останки от крепостната стена са се запазили до днес в южната част на селото, а голям брой камъни са разпръснати по склона. Крепостта е продължила да съществува през средновековието.

## Църкви
Селската църква „Успение Богородично“ е издържана в типичната за XVIII век възрожденска архитектура, като има още две по-малки селски църкви посветени на Свети Николай и Света Петка. На мястото на селската църква е имало женски манастир основан около 1100 г. В сегашния си вид тя е приведена през 1890 г. и представлява голяма трикорабна базилика с кораб и малък купол в центъра на средния кораб. Това е характерната базилика с големи размери, много разпространена на Балканите през XVIII-XIX век.
Църквата „Успение Богородично“ е издигната като метох на Агатонския манастир.